# Râul Mateiașul Mic
Râul Mateiașul Mic este un curs de apă, unul din cele două brațe care formează Râul Mateiașul